# Łuna 9
Łuna 9 – misja radzieckiej bezzałogowej sondy kosmicznej do badań Księżyca. Pierwsze w historii udane miękkie lądowanie statku kosmicznego na innym niż Ziemia ciele niebieskim, pierwsze połączenie radiowe i pierwsze zdjęcia z powierzchni innego ciała niebieskiego.

## Plan przebiegu misji
Próbnik księżycowy wystrzeliwany był za pomocą rakiety Mołnia 8K78M. Podczas lotu w kierunku Księżyca orientacja pojazdu utrzymywana była za pomocą KTDU SAV – systemu astronawigacyjnego, na który składały się sensory zorientowane odpowiednio na Ziemię, Księżyc i Słońce. W odległości 8300 km od Srebrnego Globu system ten uruchamiał żyrostabilizatory, które ustawiały pojazd w odpowiedniej orientacji do rozpoczęcia manewru lądowania. Na wysokości 75 km rozpoczynał się właściwy moment wyhamowywania pojazdu poprzez silniczki KTDU. Gdy sonda znalazła się w odległości 25 km, poduszka powietrzna była automatycznie nadmuchiwana powietrzem o ciśnieniu 1 atmosfery, wtedy też wyłączane były silniczki członu napędowego. Poduszka z aparatem lądującym odrzucana była na kilka sekund przed zderzeniem się pojazdu z powierzchnią. Osłaniany poduszką aparat uderzał w powierzchnię z prędkością 15 m/sek., zaś po wytraceniu prędkości poduszka była odrzucana, pojazd zaś stabilizował swoje położenie na gruncie za pomocą czterech, symetrycznych pokryw. Wtedy też uruchamiana była aparatura naukowa i rozpoczynała się właściwa część misji.

## Konstrukcja próbnika
Łuna 9 była sondą klasy fabrycznej Łuna E-6, zbudowaną wspólnie przez naukowców z Instytutu Ławoczkina i Korolowa. Składała się z trzech zasadniczych części:
- KTDU – moduł silnikowy,
- dwuczęściowa poduszka powietrzna pokrywająca lądownik,
- ALS – lądownik z aparaturą naukową.

Lądownik przypominał kształtem kwiat, którego cztery ruchome panele otwierały się i rozkładały na zewnątrz, stabilizując w ten sposób sondę po osiągnięciu przez nią powierzchni Księżyca. Na aparaturę naukową składały się cztery anteny telekomunikacyjne, kamera fotograficzna wraz z systemem ruchomych luster pozwalających na wykonanie zdjęć całej okolicy. Masa całego kompleksu wynosiła 1422 kg z czego właściwy lądownik zabierał od 82 do 150 kg (jego masa była większa w jego zaawansowanych wersjach, m.in. w Łunie 9).

## Przebieg misji
Kompleks Łuna 9 bezproblemowo osiągnął orbitę parkingową, a czwarty stopień rakiety nakierował sondę na tor w kierunku Księżyca. Po kilku dniach lotu Łuna 9 oddzieliła się od wypalonego stopnia rakiety i zaczęła fazę bezpośredniego zbliżenia ku powierzchni. W dniu 3 lutego 1966 aparat lądujący oddzielił się od reszty i opadł na powierzchnię osłaniany specjalnym, napełnionym gazem pojemnikiem, który całkowicie zamortyzował siłę uderzenia w grunt. Wkrótce po tym niepotrzebna już pokrywa została odrzucona i dzięki obciążeniu u dołu, pozycja lądownika została ustabilizowana. Również zaraz po osiągnięciu powierzchni, lądownik otworzył cztery klapy, a przyczepione do nich sznurki spowodowały otworzenie się anten, co umożliwiło natychmiastowy kontakt z Ziemią. W kilka minut później system fotograficzny oparty na serii luster rozpoczął obfotografowywać lądownik celem ułatwienia naukowcom w stwierdzeniu jakichkolwiek uszkodzeń aparatury.
Zaraz po przesłaniu na Ziemię serii zdjęć obrazujących lądownik, kamera pokładowa rozpoczęła wykonywać pierwsze w historii zdjęcia z powierzchni Księżyca. W trakcie swej dwudniowej misji przeprowadzono siedem sesji radiowych trwających razem 8 godzin i 15 minut, ponadto Łuna 9 przeprowadziła trzy sesje zdjęciowe, które po zestawieniu objęły cztery panoramy oddalonego o 1,4 km horyzontu oraz zdjęcia skał księżycowych znajdujących się w pobliżu miejsca lądowania. Dzięki tym ostatnim zdjęciom można było wizualnie poznać wielkość i ilość odłamków wyrzuconych z pobliskich kraterów. Łuna 9 przesłała także pierwsze informacje o twardości gruntu, jego mechanice i wytrzymałości oraz spoistości.
Oprócz obrazów lądownik przekazał także dane o promieniowaniu kosmicznym na powierzchni Księżyca. W czasie działania próbnika tj. między 3 i 6 lutego 1966 wynosiło ono około 30 miliradów, co jest bardzo małą dawką, niegroźną dla człowieka, choć z innych przeprowadzonych badań wiadomo, że w czasie silnych rozbłysków na Słońcu jest ono wielokrotnie wyższe.

## Efekty misji
Łuna 9 jako pierwszy, sztuczny obiekt ziemski, który udanie wylądował na powierzchni Księżyca ustanowiła nowy etap jego eksploracji. Łuna 9 stanowiła przełom w podboju najbliższej przestrzeni kosmicznej i dzięki niej położono duży nacisk na kolejne misje z udziałem lądowników, również po stronie amerykańskiej.